# Karl Finck von Finckenstein
Pour les articles homonymes, voir Finckenstein.
Karl Alexander Friedrich August comte Finck von Finckenstein, né le 29 juillet 1835 à Madlitz et mort le 20 août 1915 à Nieder-Schönbrunn, est un général d'infanterie prussien.

## Biographie

### Origine
Il est le fils du propriétaire du manoir Alexander comte Finck von Finckenstein (1780-1863) et de sa seconde épouse Angelika, née von Zychlinska (1796-1861).

### Carrière militaire
Après son éducation dans la maison parentale ainsi que dans les maisons des cadets à Potsdam et Berlin, Finck rejoint le 1er régiment à pied de la Garde de l'armée prussienne en tant que sous-lieutenant le 29 avril 1854. Il y est utilisé comme adjudant du 2e bataillon du 7 juillet 1859 au 27 octobre 1861. En tant que premier lieutenant et commandant de compagnie, il reçoit le commandement de servir à l'école des sous-officiers de Potsdam en 1864/65. Dans la guerre contre l'Autriche en 1866, Finck participe avec son régiment aux batailles de Soor, Königinhof et Sadowa. Pour ses réalisations, il reçoit l'Ordre de la Couronne de 3e classe avec des épées. Le 24 juillet 1866, il est promu capitaine et nommé commandant de compagnie. C'est ainsi que Finck est entré en guerre contre la France en 1870/71. Il est grièvement blessé dans les combats à Saint-Privat et plus tard légèrement blessé à nouveau lors du siège de Paris au Pont Yblon. Il reçoit la croix de fer de 2e classe.
Après le traité de paix du 10 mai 1871, Finck von Finckenstein est affecté à la légation de Vienne en tant qu'attaché militaire avec le grade de capitaine. Dès le mois de mars de l'année suivante, il est nommé adjudant d'aile de l'empereur Guillaume Ier et promu major le 13 avril 1872. Quittant le poste d'adjudant d'aile, Finck est commandant du bataillon de chasseurs à pied de la Garde (de) du 28 octobre 1875 au 10 décembre 1880. Entre-temps, il avait été promu lieutenant-colonel le 22 mars 1877 et brièvement affecté à la suppléance de l'inspecteur de l'Inspection des chasseurs et tirailleurs. Finck est alors chargé du 8e régiment de grenadiers à Francfort-sur-l'Oder, promu colonel le 16 septembre 1881 et nommé commandant du régiment le 21 mars 1882. En cette même qualité, il est transféré au 2e régiment à pied de la Garde le 15 mai 1883. Le 9 juillet 1887, il est à nouveau affecté à la suppléance de l'inspecteur des chasseurs et des tirailleurs. En outre, Finck a été chargé de gérer les affaires du corps équestre de la police militaire. Avec une promotion simultanée au grade de général de division, il obtient les deux postes le 3 août 1887. En tant que lieutenant général, Finck a ensuite commandé la 17e division d'infanterie à Schwerin. Par la suite, en tant que général d'infanterie, il est nommé général commandant du 1er corps d'armée à Königsberg. En position à la suite du bataillon de chasseurs à pied de la Garde, Finck est finalement mis à disposition le 25 janvier 1901.
Finck est un chevalier de l'Ordre de l'Aigle noir avec chaîne.

### Famille
Il se marie avec Margarethe von Haugk (née en 1847) à Nieder-Schönbrunn le 26 septembre 1876. Le couple a plusieurs enfants:
- Hans (né en 1878)
- Karl-Otto (né en 1881)
- Magarethe (née en 1881)
- Anelie (née en 1883) mariée avec Kerstan von Schlotheim (de)
- Karl-Günther (né en 1890)

## Distinctions
- Grand officier de l'ordre de la Couronne d'Italie